# 池村敏郎
池村 敏郎（いけむら としお、1953年12月2日 - ）は、日本の経営者。日立ビルシステム代表取締役社長、日本防犯設備協会会長などを歴任。

## 経歴・人物
- 1953年12月2日、徳島県徳島市出身[1]。
- 1978年、九州大学大学院工学研究科動力機械工学専攻修士課程修了後、日立製作所入社[1]。
- 2000年8月日立製作所ビルシステムグループ水戸ビルシステム本部エレベータ品質保証部長[1]。
- 2003年4月日立製作所都市開発システムグループ水戸ビルシステム本部エレベータ設計部長[1]。
- 2005年2月日立製作所都市開発システムグループ品質保証本部長[1]。
- 2005年4月日立製作所都市開発システムグループ水戸ビルシステム本部長[1]。
- 2007年4月日立ビルシステム代表取締役取締役社長[1]。
- 2011年4月日立製作所執行役常務（都市開発システム担当）[2]。
- 2012年6月日本防犯設備協会会長[3]。